# Yello
Yello é uma banda de electro da Suíça formada por Dieter Meier e Boris Blank. Eles provavelmente são mais conhecidos por seus singles "The Race" e "Oh Yeah", que apresentam uma mistura de música eletrônica e vocais manipulados, como a maior parte de suas músicas. Além disso, a música "Oh Yeah" foi utilizada na trilha sonora de diversos filmes.

## Trilhas sonoras
A primeira execução no cinema de "Oh Yeah" do Yello ocorreu no filme Curtindo a Vida Adoidado (Ferris Bueller's Day Off), de 1986, depois disto foi utilizada nas trilhas sonoras de filmes, seriados de TV, desenhos animados e videogames::
- American Pie Apresenta - O Livro do Amor
- Warehouse 13 (1º episódio)
- Nip/Tuck (1º episódio)
- South Park (1º episódio)
- Os Simpsons (em quatro episódios)
- Gran Turismo 4
- Não é Mais um Besteirol Americano
- K-9 - Um Policial Bom pra cachorro
- Curtindo a Vida Adoidado
- American Dad (Episódio: O Virgem de 40 Anos)
- Te pego lá fora
- O Segredo do Meu Sucesso

## Discografia

### Álbuns de estúdio
- 1980 : Solid Pleasure
- 1981 : Claro Que Si
- 1983 : You Gotta Say Yes to Another Excess
- 1985 : Stella
- 1987 : One Second
- 1988 : Flag
- 1991 : Baby
- 1994 : Zebra
- 1997 : Pocket Universe
- 1999 : Motion Picture
- 2003 : The Eye
- 2007 : Progress and Perfection
- 2009 : Touch Yello
- 2016:  Toy

### Álbuns remasterizados
- 2005 : Solid Pleasure - Remasterisé
- 2005 : Claro Que Si - Remasterisé
- 2005 : You Gotta Say Yes to Another Excess - Remasterisé
- 2005 : Stella - Remasterisé
- 2005 : One Second - Remasterisé
- 2005 : Flag - Remasterisé

### CompilaçõeseRemixes
- 1992 : Essential Yello
- 1986 : 1980-1985 The New Mix in One Go
- 1999 : Eccentrix-Remixes